# Bombardier Learjet 550 2007
Bombardier Learjet 550 2007 var den sjunde deltävlingen i IndyCar Series 2007. Loppet kördes den 9 juni på Texas Motor Speedway. Sam Hornish Jr. vann loppet, vilket var hans sista vinst innan han bytte till NASCAR inför 2008. Han besegrade Tony Kanaan med 0,078 sekunder.

## Slutresultat
| Plats | Förare            | Team                     | Grid | Kvaltid |
| ----- | ----------------- | ------------------------ | ---- | ------- |
| 1     | Sam Hornish Jr.   | Team Penske              | 2    | 24,417  |
| 2     | Tony Kanaan       | Andretti Green Racing    | 4    | 24,494  |
| 3     | Danica Patrick    | Andretti Green Racing    | 6    | 24,560  |
| 4     | Dario Franchitti  | Andretti Green Racing    | 3    | 24,429  |
| 5     | Vitor Meira       | Panther Racing           | 13   | 24,704  |
| 6     | Jeff Simmons      | Rahal Letterman Racing   | 8    | 24,615  |
| 7     | Scott Sharp       | Rahal Letterman Racing   | 1    | 24,333  |
| 8     | Buddy Rice        | Dreyer & Reinbold Racing | 17   | 24,901  |
| 9     | Kosuke Matsuura   | Panther Racing           | 15   | 24,856  |
| 10    | Sarah Fisher      | Dreyer & Reinbold Racing | 19   | 24,922  |
| 11    | Milka Duno        | SAMAX Motorsport         | 20   | 25,228  |
| 12    | Scott Dixon       | Chip Ganassi Racing      | 7    | 24,593  |
| 13    | Darren Manning    | A.J. Foyt Enterprises    | 11   | 24,647  |
| 14    | Tomas Scheckter   | Vision Racing            | 9    | 24,624  |
| 15    | Dan Wheldon       | Chip Ganassi Racing      | 10   | 24,630  |
| 16    | Hélio Castroneves | Team Penske              | 5    | 24,553  |
| 17    | A.J. Foyt IV      | Vision Racing            | 18   | 24,903  |
| 18    | Ed Carpenter      | Vision Racing            | 16   | 24,869  |
| 19    | Marco Andretti    | Andretti Green Racing    | 12   | 24,676  |
| 20    | Jon Herb          | Racing Professionals     | 14   | 24,763  |